# TR/ST
TR/ST también llamados como Trust es una banda canadiense de rock/synthpop procedente de Toronto, fundada en el año 2010. El sello discográfico actual al cual pertenece la banda es Arts & Crafts. Su álbum debut, TRST, fue lanzado el 28 de febrero de 2012.
Su particular sonido se configura con mezclas de las estéticas sonoras de sonidos dark y house de los 80, un uso sofisticado de teclados y ritmos de acid house y techno, sintetizadores futuristas y melodías celestiales. Sus letras difíciles de descifrar conceptualmente incluyen cuentos de lujuria y erotomanía, llevan un aura de denso vapor negro de velocidad, espacio y lágrimas.

## Origen
La banda fue creada por Robert Alfons (de la banda Winnipeg) y Maya Postepski (baterista de la banda Austra). Durante el 2009, empezaron la creación de canciones y formalmente crearon la banda en enero de 2010.

## Grabaciones
Su primer sencillo fue "Candy Walls" lanzado en 2011 con la compañía discográfica de Brooklyn Sacred Bones Records. Debido a la calidad de su trabajo, en 2011 firman contrato con el sello Arts & Crafts.
Su primer álbum fue llamado TRST y es lanzado el 28 de febrero de 2012 con el sello Arts & Crafts.
Después de su lanzamiento, el álbum recibió buenas críticas por parte de blogs indie como pitchfork y gorilla vs. bear.
Para el momento en que TRST fue lanzado, Postepski vuelve a su proyecto Austra. El 3 de diciembre de 2013, Arts & Crafts revela un teaser del próximo trabajo de TR/ST, Joyland, con fecha del 4 de marzo de 2014. Alfons actualmente planea el lanzamiento de su segundo álbum, el cual incluye temas como Rescue, Mister, Are We Arc? y Capitol ya disponibles en streaming en la web. Sin embargo en la web indie circula un EP previo de Alfons llamado Night Music del año 2006 en donde se encuentran temas que posiblemente estarán en Joyland, como el ya confirmado Capitol.

## Discografía

### Álbumes de estudio
- Trst (2012)
- Joyland (2014)
- The Destroyer (Part 1) (2019)
- The Destroyer (Part 2) (2019)
- Performance (2024)

### Sencillos
- "Candy Walls" (2011).
- "Bulbform" (2011).
- "Sulk" (2012).
- "Dressed for Space" (2012).
- "Heaven" (2013).
- "Rescue, Mister" (2014).
- "Capitol" (2014).
- "Are We Arc?" (2014).
- "Iris" (2019).
- "The Shore"(2022).
- "Razr"(2022).
- "Soon" (2024).
- "All At Once"(2024)
- "Dark Day" (2024).
- "Performance" (2024).
- "Off With Her Tits" (2024).

## Enlaces relacionados
- TR/ST en Myspace

- Datos: Q3541171
- Multimedia: TR/ST / Q3541171